# Fagatele Bay

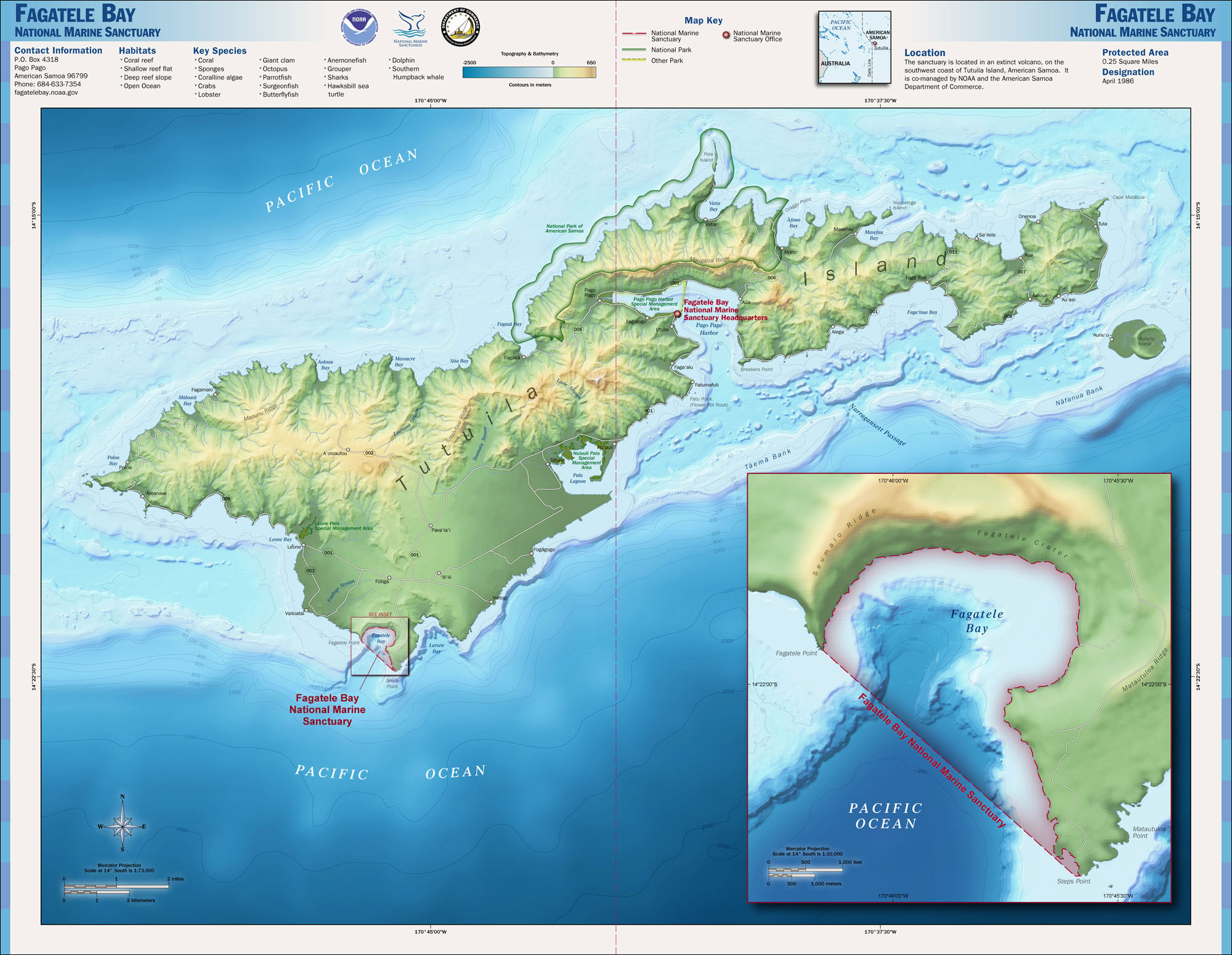
Fagatele Bay

Fagatele Bay är en bukt på ön Tutuila i Amerikanska Samoa, ett territorium under USA. I bukten, som ingår i ett nationellt marint reservat, National Marine Sanctuary of American Samoa, som före reservatets utökning 2012 bar namnet Fagatele Bay National Marine Sanctuary, och även tentativt världsarv, Marine Protected Areas of American Samoa, finns tropiska korallrev med många arter av koraller, andra marina ryggradslösa djur som jättemussla och fiskar. Bukten ligger mellan udden Fagatele Point och udden Steps Point på ön Tutuilas sydvästra kust, och har bildats genom översvämning av en eroderad vulkankrater, någon gång under pleistocen.

## Fagatele Bay som marint naturreservat

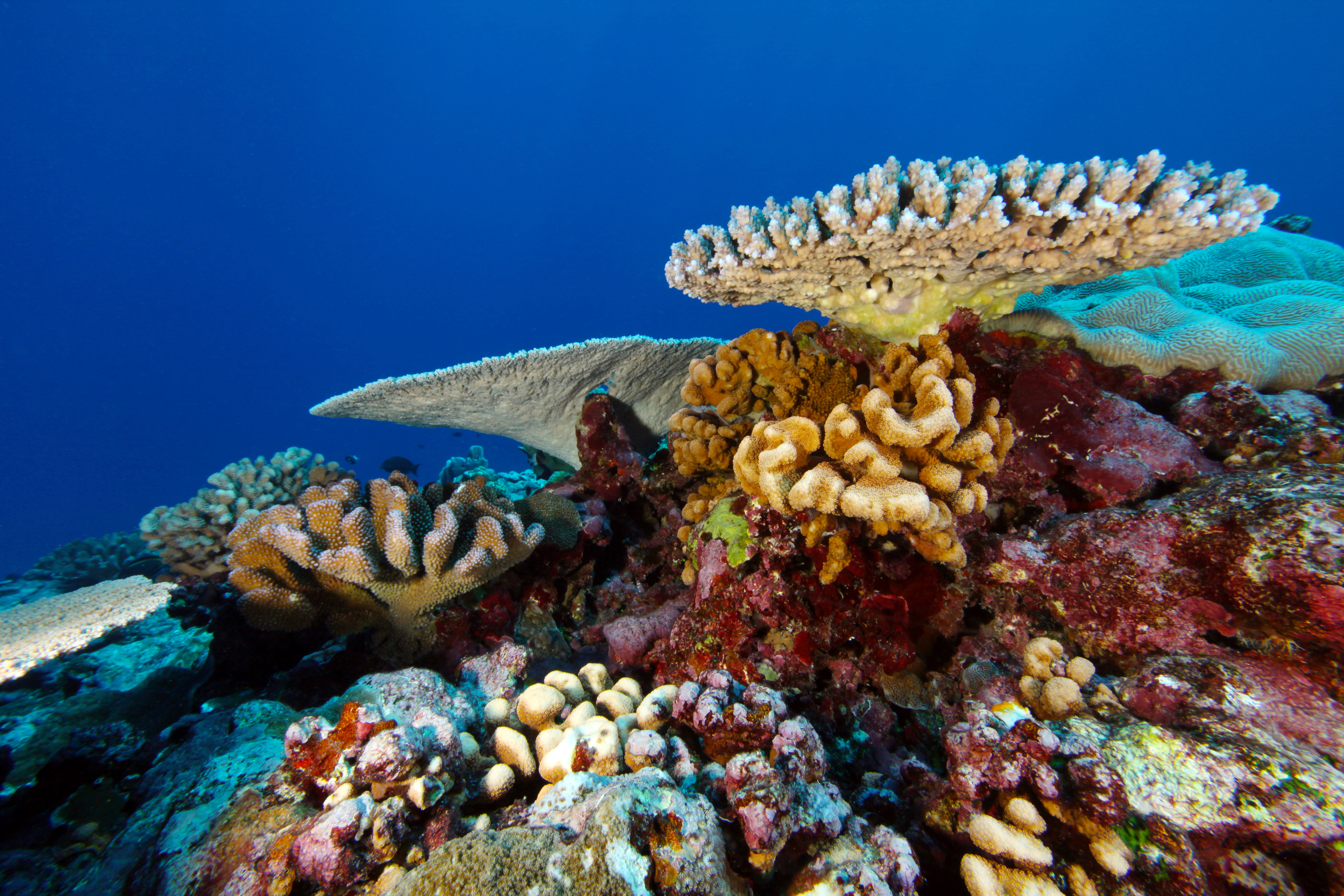
Korallrev med olika arter av stenkoraller i Fagatele Bay.

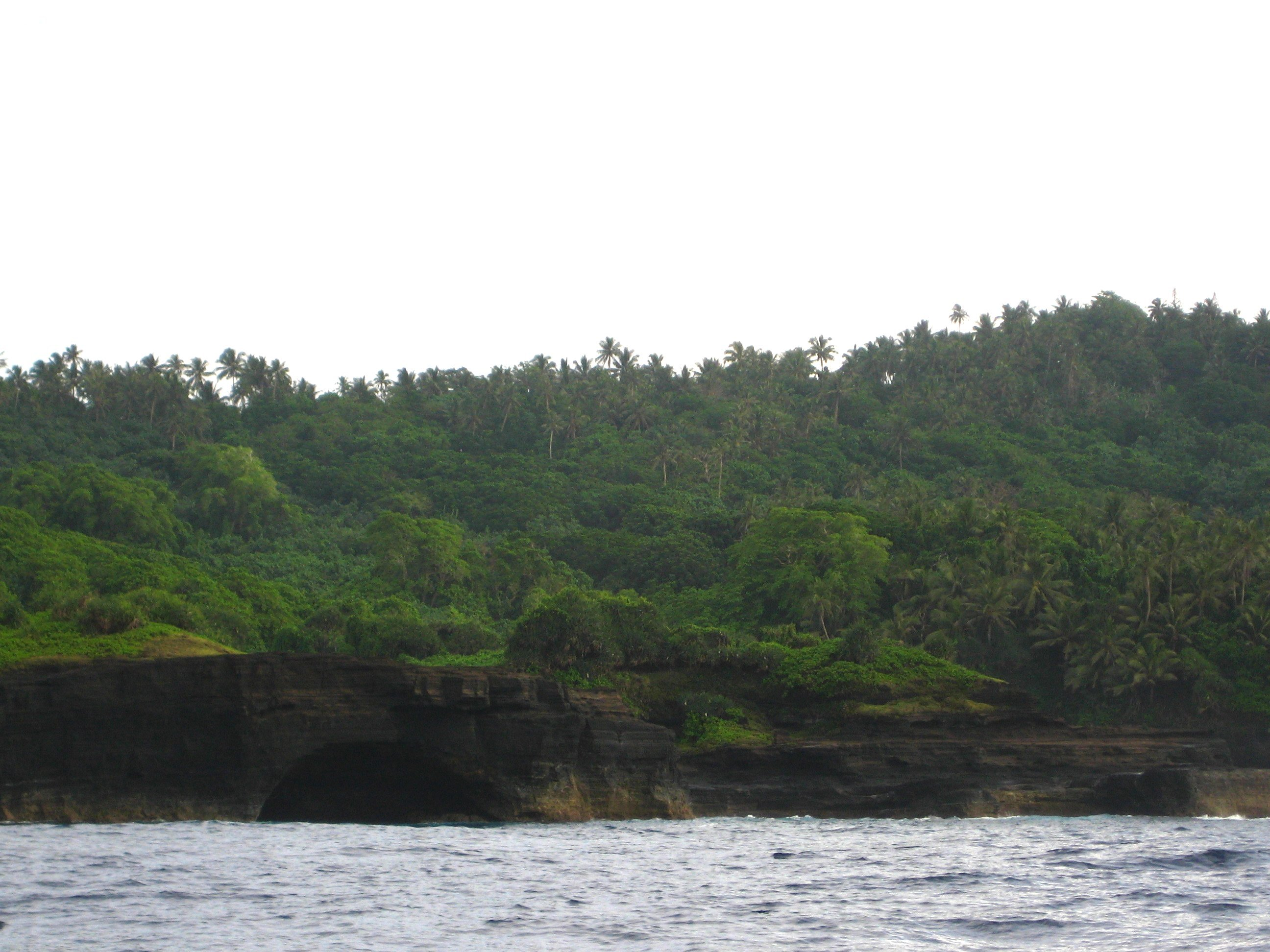
En del av Fagatele Bays kust.

Fagatele Bay National Marine Sanctuary inrättades 1986 som ett svar på ett förslag från Amerikanska Samoas regering till National Marine Sanctuary Program (NMSP), USA:s program för nationella marina reservat (National Marine Sanctuary, NMS). NMSP är en division av National Oceanic and Atmospheric Administration (NOAA) som stödjer forskning inom de marina naturreservaten. Forskningen spelar en roll i skötseln av reservaten genom att ge den information som krävs för att skapa rätt skydd baserat på vetenskaplig data. Resevatet inrättades för att skydda och bevara buktens artrika korallrev som i slutet av 1970-talet hotades av en invasion av Acanthaster planci, eller törnekronan, en korallätande sjöstjärna, som drabbat Tutuilas rev. Över 90 procent av korallerna förstördes. Vid denna tid var Fagatele Bay ännu inte ett nationellt marint reservat. Katastrofen snabbade på beslutet om skydd av området och forskning om törnekronans effekt på korallerna i Fagatele Bay blev ett viktigt forskningsprojekt.
Fagatele Bay var när det grundades 1986 USA:s sjätte nationella marina reservat och det första nationella marina reservatet utanför USA:s fastland. Det var också det första tropiska nationella marina reservatet och även det minsta nationella marina reservatet då det endast omfattade 0,25 square miles (cirka 0,65 kvadratkilometer), och var helt inneslutet i bukten. Avrinningsområdet runt bukten är väldigt litet och det enda betydande vattendraget som rinner ut i bukten är klart och rent, vilket är bra förhållande för korallrev. Landområdet kring bukten ägs av släkter som bott nära buktens sluttningar i tusentals år och kusten runt bukten är mestadels klippig och skogklädd.
Fagatele Bay är ett exempel på ett marint ekosystem med kustnära tropiska korallrev, fyllt med färgstarka tropiska fiskar, däribland papegojfiskar, frökenfiskar och fjärilsfiskar, liksom andra havsvarelser såsom hummer, krabbor, jättemusslor, hajar och åttaarmade bläckfiskar. Mellan juni och september vandrar södra knölvalar norrut mot Antarktis för kalvning och parning i samoanska vatten och kan då ses kring bukten. Besökare kan höra uppvaktande hanar sjunga valsånger. Hanarna använder dessa sånger för att attrahera honor. 
År 2012 utökades det nationella marina reservatet kraftigt till 13,581 square miles och i samband med detta ändrades också resevatets namn till National Marine Sanctuary of American Samoa.

## Världsarvsstatus
Den 30 januari 2008 sattes Fagatele Bay upp på Unescos tentativa världsarvslista.

### Fotnoter
1. 1 2 3 4 5  ”National Marine Sanctuary of American Samoa”. National Oceanic and Atmospheric Administration (NOAA). https://americansamoa.noaa.gov/. Läst 8 maj 2021.
2. 1 2  Fagatele Bay National Marine Sanctuary, NOAA, 2 april 2003.
3. 1 2 3 4 5  ”Expansion of Fagatele Bay National Marine Sanctuary, Regulatory Changes, and Sanctuary Name Change”. Federal Register (FR). 27 juli 2012. https://www.federalregister.gov/documents/2012/07/26/2012-17599/expansion-of-fagatele-bay-national-marine-sanctuary-regulatory-changes-and-sanctuary-name-change. Läst 8 maj 2021.
4. 1 2  ”Marine Protected Areas of American Samoa”. Unesco. http://whc.unesco.org/en/tentativelists/6239/. Läst 8 maj 2021.
5. ↑  ”National Marine Sanctuaries History Timeline”. National Oceanic and Atmospheric Administration (NOAA). https://sanctuaries.noaa.gov/about/history/. Läst 8 maj 2021.
6. 1 2  ”About the Sanctuary”. National Oceanic and Atmospheric Administration (NOAA). https://americansamoa.noaa.gov/about/. Läst 8 maj 2021.
7. ↑  ”Fagatele Bay National Marine Sanctuary” (på engelska). Unescos världsarvscenter. 31 augusti 2012. http://whc.unesco.org/en/tentativelists/5251/.